# Patrick Chamoiseau
Patrick Chamoiseau (Fort-de-France (Martinique), 3 december 1953) is een Frans schrijver.
Hij is een van de drie oprichters van de créolité. Chamoiseau wordt gezien als een van meest innovatieve schrijvers van Franse literatuur sinds Louis-Ferdinand Céline.

## Leven
Hij groeide op in Martinique en Parijs, en studeerde in de Franse hoofdstad rechten en sociologie. Daarna ging hij aanvankelijk aan de slag als maatschappelijk werker.
Geïnspireerd door Édouard Glissant keerde hij echter terug naar Martinique waar bij zich verdiepte in de creoolse cultuur. Tot de creolen rekent hij alle bewoners van de Franse Antillen die door slavernij, deportatie of andere omstandigheden in de loop van de kolonisatie op de Caraïben aan land kwamen.
Als antwoord op de ontoereikendheid die hij samen met Jean Bernabé en Raphaël Confiant zag in de négritude-beweging, publiceerde het trio in 1989 samen de Eloge de la créolité (Lof van de créolité). Dit betekende feitelijk de start van de beweging créolité. Met het concept créolité wil Chamoiseau de creolen een eigen identiteit te bieden.
Een voorbeeld daarvan is Chronique des sept misères, waarin hij een leven van alle dag op Martinique beschrijft: het harde leven van de djobeurs die van oudsher als dragers op de markten van de eilanden werken en door hun mondelinge overlevering in gedichten en anekdotes deel van de creoolse cultuur van Martinique vormen. Door de voorgaande integratie met het Franse moederland verdwijnen een groot aantal van dit soort kenmerken van de creoolse cultuur.

## Erkenning
- 1992: Prix Goncourt met Texaco
- 1993: Prix Carbet voor Une enfance créole 1, Antan d'enfance''
- 1999: Prins Claus Prijs